# Liquéfaction du sol
Ne doit pas être confondu avec Solifluxion ou Sables mouvants.

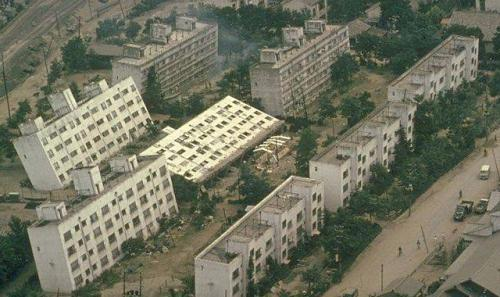
Immeubles partiellement enfouis et ayant basculé à la faveur d'une liquéfaction du sol lors du séisme de 1964 à Niigata, au Japon.

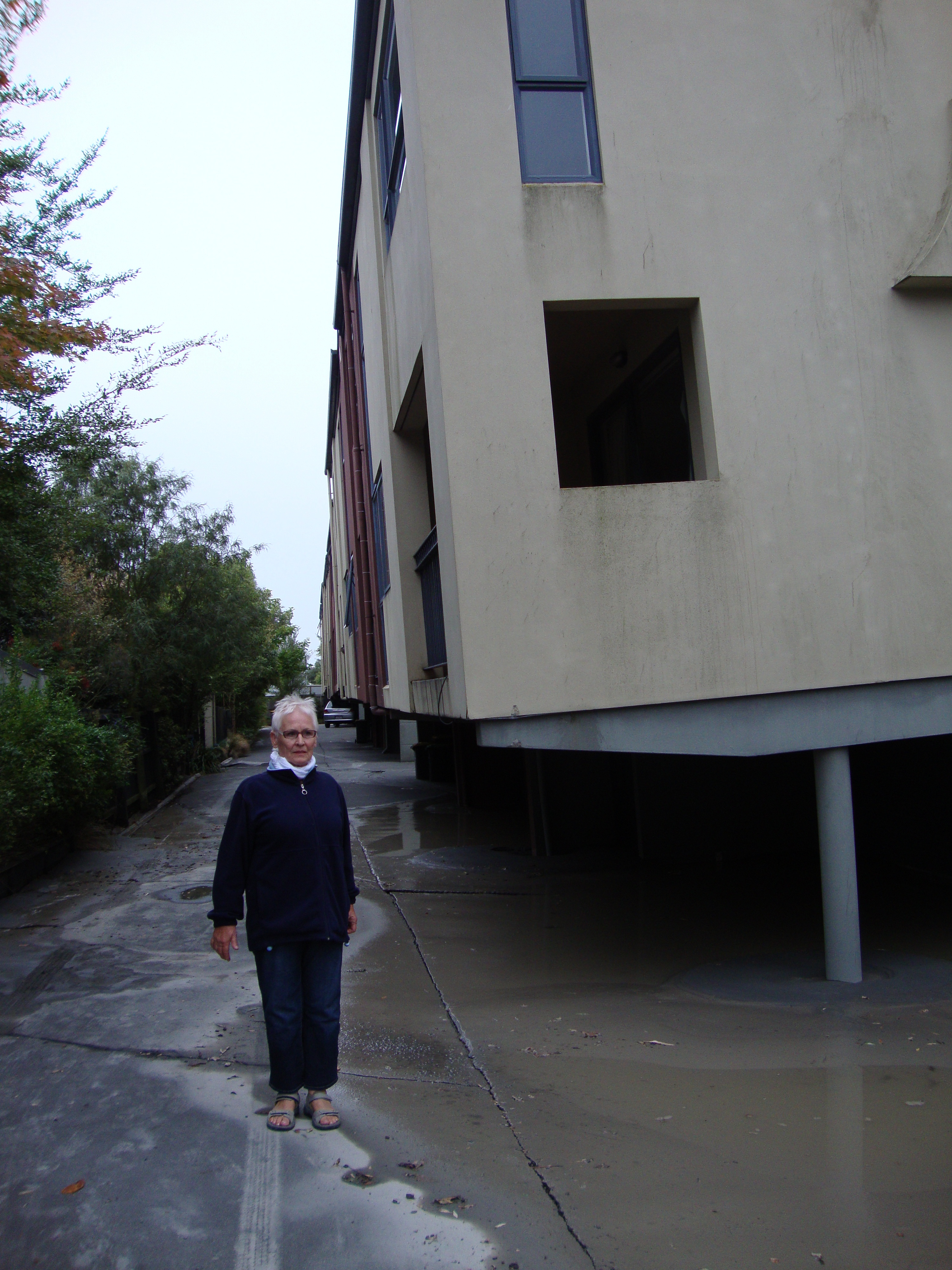
Immeuble endommagé à la suite de la liquéfaction du sol lors du séisme de 2011 en Nouvelle-Zélande.

La liquéfaction du sol est un phénomène sismique géologique, généralement brutal et temporaire, par lequel un sol saturé en eau perd une partie ou la totalité de sa portance, causant ainsi l'enfoncement et l'effondrement des constructions. 
Le phénomène de liquéfaction concerne les formations géologiques peu compactes à la granulométrie faible (entre 0,05  et   2 mm) et uniforme. Les formations susceptibles de liquéfaction sont les sables, limons et vases.

## Caractéristiques

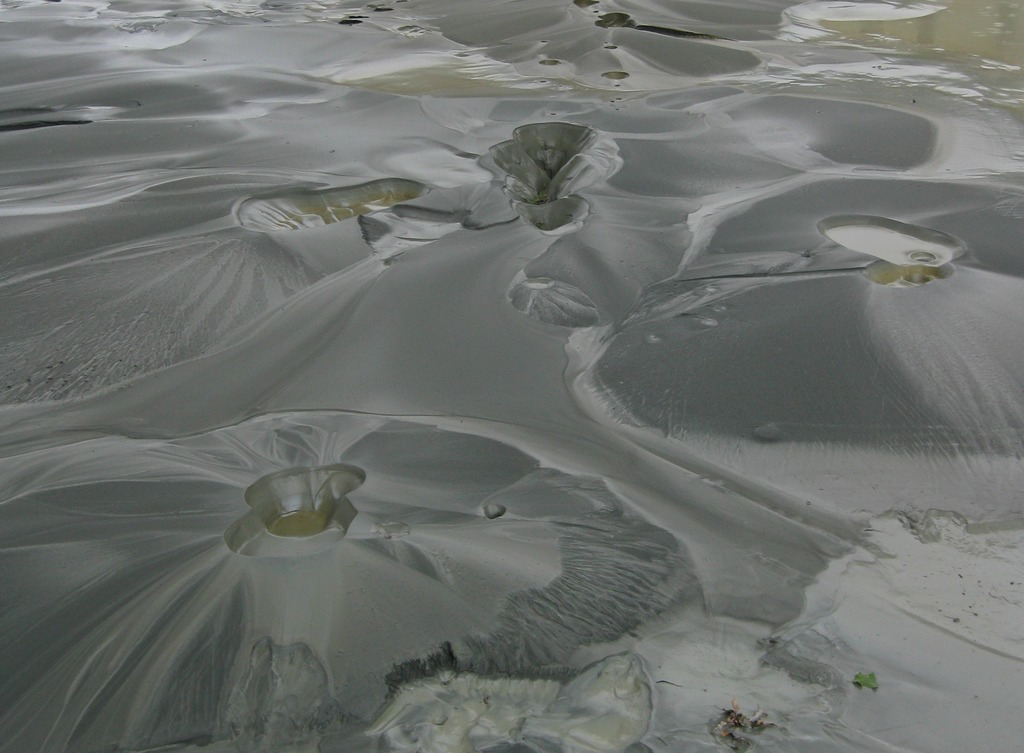
Cônes de liquéfaction formés par des jets d'eau charriant du sable lors du séisme de 2011 en Nouvelle-Zélande.

Ce phénomène se produit en présence d'eau souterraine, remontant à la surface et faisant ainsi perdre la cohésion des particules du sol en surface. Ce sol va se comporter comme une roche meuble.
Lors de secousse sismique, sous l'action des ondes de compression émises, la pression d'eau présente dans les  interstices du sol granulaires augmente et lui fait perdre sa cohésion. Des jets d'eau et de sable remontent à la surface sous l'effet de cette pression et sont projetés en l'air avant de retomber sous forme de cônes de sable. Des affaissements localisés par tassement de la couche de sable dont les grains se réorganisent se produisent.
Lorsque la couche de sol liquéfié se trouve sous un talus, cela peut provoquer un glissement de terrain.
La liquéfaction ne se produit que dans le sol saturé en eau, ses effets sont souvent observés dans les zones proches de plans d'eau comme les rivières, les lacs, les baies ou les océans. Les effets de la liquéfaction peuvent inclure un glissement de terrain, ou des mouvements plus faible qui produisent des fissures de tension comme sur les berges de la rivière Motagua, lors du tremblement de terre en 1976 au Guatemala.
Les installations portuaires sont souvent situées dans des zones susceptibles de se liquéfier. De plus, lorsque le sol se liquéfie, la pression qu'il exerce sur les murs qui soutiennent les quais peut augmenter suffisamment pour que celui-ci soit endommagé comme à Kobe en 1995.

## Conséquences
En situation de liquéfaction, la « déstructuration » du squelette granulaire du sol peut entraîner la perte des constructions, dont la superstructure est pourtant réputée parasismique.
La liquéfaction des sols est un problème qui cause en général des dégâts irréparables. Elle peut provoquer des dommages tels que le basculement et l'effondrement d'immeuble, la rupture de barrage, l'effondrement des ponts et des grands bâtiments dont les fondations, etc. Cela peut aussi créer des dommages importants aux  routes et aux différents réseaux souterrains comme les canalisations d'eau, de gaz naturel, d'assainissement, d'énergie et de télécommunications.
Afin d'éviter l'effondrement de l'édifice, il est nécessaire de faire reposer les fondations sur un sol stable, de traiter le sol de façon à lui conférer les caractéristiques souhaités ou alors d'éviter les sites à risque pour y implanter des infrastructures. Des règles parasismiques définissent les critères qui permettent d'établir un diagnostic de sol susceptible de liquéfaction.

## Réduction des risques
Il existe des actions pour réduire les risques de liquéfaction lors de la construction ou la conception d’infrastructure.
Tout d’abord il est préférable d’éviter les sols sensibles à la liquéfaction, il existe différents critères afin de déterminer la sensibilité à la liquéfaction :
- critères historiques : les sols qui se sont liquéfiés dans le passé peuvent se liquéfier à nouveau lors de futurs séismes, c’est pour cela que l’on observe les antécédents sismiques de la zone. De nombreuses cartes sont disponibles pour savoir si le site est sensible ou non aux séismes ;
- critères géologiques : des analyses géologiques sont réalisées afin de connaître les types de dépôt du sol, de débris ou de matériaux altérés présents dans le sol ;
- critères de composition : les sols argileux, par exemple, peuvent présenter un comportement d’adoucissement des contraintes semblable à celui des sols liquéfiés, mais ne se liquéfient pas de la même façon que les sols sableux. Les sols composés de particules qui ont toutes la même taille sont plus sensibles à la liquéfaction que les sols ayant une large gamme de tailles de particules ;
- critères d’état : l'état initial d'un sol est défini par sa densité et sa contrainte effective au moment où il est soumis à une charge rapide. À un niveau de stress donné, les sols plus mous sont plus sensibles à la liquéfaction que les sols denses.

La seconde possibilité pour réduire les risques est de construire des structures résistantes à la liquéfaction. Il est possible de construire ou de rendre les fondations résistantes aux effets de la liquéfaction, en les renforçant.
La dernière possibilité est d'améliorer le sol, notamment la résistance, la densité et, ou les caractéristiques de drainage du sol. Pour cela il existe différentes méthodes : 
- la vibroflotation : utilisation d’une sonde vibrante, les vibrations de la sonde provoquant l'affaissement de la structure du grain et densifiant ainsi le sol entourant la sonde[9] ;
- le compactage dynamique : la densification par compactage dynamique est réalisée en laissant tomber un poids important d'acier ou de béton[10][réf. souhaitée] ;
- les colonnes en pierre (ou colonnes ballastées) : ce sont des colonnes de pierre construites dans le sol, une enveloppe d’acier est enfoncée dans le sol puis rempli par du gravier et tassé à l’aide d’un marteau ;
- les pieux de compactage : ils sont généralement en béton ou en bois, ils densifient et renforcent le sol ;
- le coulis de compactage : un mélange eau/sable/ciment est réalisé puis injecté lentement et sous pression dans le sol. Cette méthode est utilisée lorsque les fondations d’un bâtiment sont déjà existantes[11].